# Comté d'Eddy (Dakota du Nord)
Pour les articles homonymes, voir Comté d'Eddy.
Le comté d’Eddy est un comté du Dakota du Nord, aux États-Unis.

## Démographie
| 1890  | 1900  | 1910  | 1920  | 1930  | 1940  |
| ----- | ----- | ----- | ----- | ----- | ----- |
| 1 377 | 3 330 | 4 800 | 6 493 | 6 346 | 5 741 |

| 1950  | 1960  | 1970  | 1980  | 1990  | 2000  |
| ----- | ----- | ----- | ----- | ----- | ----- |
| 5 372 | 4 936 | 4 103 | 3 554 | 2 951 | 2 757 |

| 2010  | - | - | - | - | - |
| ----- | - | - | - | - | - |
| 2 385 | - | - | - | - | - |